# Lata (město)
Lata je hlavní město provincie Temotu na Šalomounových ostrovech. Nachází se na ostrově Nendo či Santa Cruz v souostroví Santa Cruz.
V roce 2007 zde žilo 553 obyvatel. Ve městě je několik nocleháren, kde je možné přespat. Je zde také poštovní úřad a řada obchodů. Ve městě se nachází i hlavní nemocnice provincie Temotu.
Ze zdejšího malého letiště létají pravidelné spoje na ostrov Makira a do hlavního města Šalomounových ostrovů Honiary. Lodní doprava je nepravidelná, lze se však odtud dostat lodí do Honiary či na některý z vnějších ostrovů.